# Erovnuli Liga 2022
La Erovnuli Liga 2022 o Crystalbet Erovnuli Liga 2022 fue la edición número 34 de la Erovnuli Liga, la primera división del fútbol de Georgia. La temporada comenzó el 25 de febrero y finalizó el 3 de diciembre.
El Dinamo Batumi fue el campeón defensor tras ganar la temporada pasada su primer título de liga de su historia. Mientras que Dinamo Tiflis se consagró por 19.° vez en su historia.

## Sistema de competición
Los diez equipos participantes jugaron entre sí todos contra todos cuatro veces totalizando 36 partidos cada uno, al término de la fecha 36 el primer clasificado se coronó campeón y obtuvo un cupo para la primera ronda de la Liga de Campeones de la UEFA 2023-24, mientras que el segundo y tercer clasificado obtuvieron un cupo para la primera ronda de la Liga Europa Conferencia de la UEFA 2023-24; por otro lado el último clasificado descendió a la Erovnuli Liga 2 2023, el penúltimo y antepenúltimo jugaron los play-offs de relegación ante dos equipos de la Erovnuli Liga 2 2022.
Un tercer cupo para la primera ronda de la Liga Europa Conferencia de la UEFA 2023-24 fue asignado al campeón de la Copa de Georgia.

## Ascensos y descensos
| Pos.  | Descendidos de la Erovnuli Liga 2021 |
| ----- | ------------------------------------ |
| Prom. | Shukura Kobuleti                     |
| 10.º  | Samtredia                            |

| Pos.  | Ascendidos de la Erovnuli Liga 2 2021. |
| ----- | -------------------------------------- |
| 1.º   | Sioni Bolnisi                          |
| Prom. | Gagra                                  |

## Equipos participantes
| Equipo             | Ciudad     | Estadio                   | Capacidad |
| ------------------ | ---------- | ------------------------- | --------- |
| Dila Gori          | Gori       | Estadio Tengiz Burjanadze | 8230      |
| Dinamo Batumi      | Batumi     | Estadio de Batumi         | 20 000    |
| Dinamo Tbilisi     | Tiflis     | Estadio Borís Paichadze   | 54 549    |
| Locomotive Tbilisi | Tiflis     | Estadio Mikheil Meskhi    | 27 223    |
| Samgurali          | Tskhaltubo | Estadio 26 de Mayo        | 12 000    |
| Sioni Bolnisi      | Bolnisi    | Tamaz Stepania Stadium    | 3242      |
| Saburtalo Tbilisi  | Tiflis     | Estadio Mikheil Meskhi    | 27 223    |
| Telavi             | Telavi     | Estadio Givi Chokheli     | 12 000    |

## Tabla de posiciones
| Pos. | Equipo                 | Pts. | PJ | G  | E  | P  | GF | GC  | Dif. | Clasificación 2023-24                       |
| ---- | ---------------------- | ---- | -- | -- | -- | -- | -- | --- | ---- | ------------------------------------------- |
| 1    | Dinamo Tiflis (C)      | 80   | 36 | 24 | 8  | 4  | 73 | 29  | +44  | Primera ronda de la Liga de Campeones       |
| 2    | Dinamo Batumi          | 77   | 36 | 23 | 8  | 5  | 87 | 34  | +53  | Primera ronda de la Liga Europa Conferencia |
| 3    | Dila Gori              | 59   | 36 | 17 | 8  | 11 | 48 | 35  | +13  | Primera ronda de la Liga Europa Conferencia |
| 4    | Samgurali              | 57   | 36 | 15 | 12 | 9  | 55 | 44  | +11  |                                             |
| 5    | Torpedo Kutaisi        | 54   | 36 | 15 | 9  | 12 | 48 | 48  | 0    | Primera ronda de la Liga Europa Conferencia |
| 6    | Saburtalo Tbilisi      | 47   | 36 | 13 | 8  | 15 | 51 | 49  | +2   |                                             |
| 7    | Telavi                 | 39   | 36 | 8  | 15 | 13 | 29 | 36  | −7   |                                             |
| 8    | Sioni Bolnissi (D)     | 36   | 36 | 8  | 12 | 16 | 38 | 60  | −22  | Promoción por la permanencia                |
| 9    | Gagra (O)              | 36   | 36 | 9  | 9  | 18 | 36 | 57  | −21  | Promoción por la permanencia                |
| 10   | Lokomotivi Tbilisi (D) | 8    | 36 | 1  | 5  | 30 | 28 | 101 | −73  | Desciende a Erovnuli Liga 2 2023            |

 Fuente: BeSoccer y Soccerway
Notas:
1. ↑  Campeón de la Copa de Georgia 2022.
2. 1 2  Puntos en partidos directos: Sioni Bolnissi 7, Gagra 4.

## Resultados
Los clubes jugaron entre sí en cuatro ocasiones para un total de 36 partidos cada uno.
| Local \ Visitante  | DIL | DBT | DTB | GAG | LOC | SAB | SMG | SIO | TEL | TKU |
| ------------------ | --- | --- | --- | --- | --- | --- | --- | --- | --- | --- |
| Dila Gori          |     | 2–1 | 0–1 | 2–1 | 4–1 | 1–0 | 1–0 | 2–1 | 2–1 | 2–0 |
| Dinamo Batumi      | 3–0 |     | 3–0 | 5–2 | 7–2 | 2–2 | 4–4 | 4–0 | 1–0 | 4–0 |
| Dinamo Tiflis      | 2–1 | 0–0 |     | 5–0 | 2–1 | 0–0 | 0–0 | 1–0 | 3–2 | 4–0 |
| Gagra              | 1–0 | 0–3 | 1–0 |     | 5–3 | 1–0 | 0–2 | 1–2 | 2–2 | 0–2 |
| Lokomotivi Tbilisi | 0–3 | 0–2 | 0–2 | 0–2 |     | 2–1 | 0–2 | 1–2 | 0–1 | 0–3 |
| Saburtalo Tbilisi  | 0–2 | 0–0 | 1–1 | 3–0 | 3–1 |     | 2–1 | 3–3 | 1–0 | 2–0 |
| Samgurali          | 0–0 | 0–3 | 2–1 | 1–1 | 3–1 | 3–0 |     | 1–1 | 2–1 | 3–0 |
| Sioni Bolnisi      | 0–0 | 1–1 | 3–7 | 2–1 | 5–1 | 1–0 | 0–2 |     | 0–2 | 1–1 |
| Telavi             | 0–0 | 0–2 | 1–1 | 1–0 | 5–0 | 0–2 | 0–0 | 2–0 |     | 0–0 |
| Torpedo Kutaisi    | 1–0 | 0–3 | 0–3 | 1–0 | 4–2 | 0–1 | 0–2 | 3–0 | 1–1 |     |

| Local \ Visitante  | DIL | DBT | DTB | GAG | LOC | SAB | SMG | SIO | TEL | TKU |
| ------------------ | --- | --- | --- | --- | --- | --- | --- | --- | --- | --- |
| Dila Gori          |     | 0–1 | 2–3 | 1–1 | 1–0 | 3–0 | 3–0 | 1–2 | 0–0 | 2–1 |
| Dinamo Batumi      | 3–2 |     | 4–1 | 2–0 | 4–2 | 3–2 | 1–2 | 3–0 | 4–0 | 2–2 |
| Dinamo Tiflis      | 3–0 | 1–0 |     | 2–1 | 5–0 | 3–1 | 3–0 | 3–1 | 1–1 | 5–1 |
| Gagra              | 0–0 | 1–4 | 0–1 |     | 2–0 | 3–3 | 1–1 | 2–1 | 1–1 | 0–2 |
| Lokomotivi Tbilisi | 2–2 | 1–1 | 0–2 | 0–2 |     | 0–1 | 1–4 | 2–2 | 0–2 | 0–0 |
| Saburtalo Tbilisi  | 0–2 | 2–4 | 1–2 | 2–1 | 5–1 |     | 3–1 | 1–1 | 0–1 | 2–4 |
| Samgurali          | 0–3 | 3–0 | 1–1 | 2–2 | 4–1 | 0–3 |     | 2–1 | 2–0 | 2–2 |
| Sioni Bolnisi      | 1–2 | 1–1 | 0–2 | 0–0 | 5–2 | 1–0 | 0–0 |     | 0–0 | 0–3 |
| Telavi             | 1–1 | 0–2 | 1–2 | 1–0 | 0–0 | 0–3 | 1–1 | 0–0 |     | 1–1 |
| Torpedo Kutaisi    | 4–1 | 1–0 | 0–0 | 0–1 | 3–1 | 1–1 | 3–2 | 3–0 | 1–0 |     |

## Play-offs por la permanencia
| Equipo 1  | Agr.         | Equipo 2      | Ida | Vuelta |
| --------- | ------------ | ------------- | --- | ------ |
| Samtredia | 3–0          | Sioni Bolnisi | 1–0 | 2–0    |
| Gagra     | 3–3 (5–4 p.) | Spaeri        | 2–0 | 1–3    |

| Ida; 7 de diciembre | Samtredia            | 1 – 0   | Sioni Bolnisi | Estadio Erosi Manjgaladze, Samtredia |                               |
| 13:00 (UTC+4)       | Kilasonia 79' (pen.) | Reporte |               | Árbitro(s): Giorgi Kruashvili        | Árbitro(s): Giorgi Kruashvili |

| Vuelta; 11 de diciembre | Sioni Bolnisi | 0 – 2 (Global 0 – 3) | Samtredia       | Estadio Tamaz Stepania, Bolnisi   |                                   |
| 13:00 (UTC+4)           |               | Reporte              | Tchamba 9', 75' | Árbitro(s): Davit Kharitinishvili | Árbitro(s): Davit Kharitinishvili |

- Samtredia ganó 3–0 en el marcador global y ascendió a la Erovnuli Liga, Sioni Bolnisi descendió a la Erovnuli Liga 2.

| Ida; 8 de diciembre | Gagra                         | 2 – 0   | Spaeri | Estadio Borís Paichadze, Tiflis  |                                  |
| 13:00 (UTC+4)       | - Nozadze 8' - Makatsaria 63' | Reporte |        | Árbitro(s): Irakli Kvirikashvili | Árbitro(s): Irakli Kvirikashvili |

| Vuelta; 12 de diciembre | Spaeri                                                                     | 3 – 1 (t. s.)(4 – 5 p.)(Global 3 – 3) | Gagra                                                                          | Estadio Spaeri, Tiflis    |                           |
| 13:00 (UTC+4)           | - Tsatskrialashvili 35' - Papava 47' (pen.), 98'                           | Reporte                               | Makatsaria 95' (pen.)                                                          | Árbitro(s): Jener Khorava | Árbitro(s): Jener Khorava |
|                         |                                                                            | Tiros desde el punto penal            |                                                                                |                           |                           |
|                         | - Papava - Mathenjwa - Khojanashvili - Odishelidze - Kirkitadze - Askurava |                                       | - Khositashvili - Lominadze - Sultanishvili - Lomtadze - Parulava - Shetsiruli |                           |                           |

- Gagra ganó 5–4 en los tiros desde el punto penal, tras empatar en el marcador global 3–3 y permaneció en la Erovnuli Liga, Spaeri en la Erovnuli Liga 2.